# Philippe Lamberts
Philippe Lamberts (Brüsszel, 1963. március 14.–) belga politikus, az Európai Zöld Párt és az Európai Parlament Ecolo párt szóvivője Monica Frassonival.
- 1986-ban szerezte meg mérnöki diplomáját a Leuveni Katolikus Egyetemen.
- 1987-től menedzserként a magánszektorban dolgozik.
- 1999–2003-ig a belga Isabelle Durant – szintén az Ecolo párt tagja – tanácsadójaként dolgozott külügyi és védelmi ügyekben.